# Ескобоса-де-Альмасан
Ескобоса-де-Альмасан (ісп. Escobosa de Almazán) — муніципалітет в Іспанії, у складі автономної спільноти Кастилія-і-Леон, у провінції Сорія. Населення — 32 особи (2010).
Муніципалітет розташований на відстані близько 160 км на північний схід від Мадрида, 31 км на південь від Сорії.

## Демографія
Динаміка населення (INE ):

## Галерея зображень

Розташування муніципалітету Ескобоса-де-Альмасан